# Aphistogoniulus sanguineus
Espèce
Statut de conservation UICN

 EN B1ab(i,ii,iii,v)+2ab(i,ii,iii,v) : En danger
Aphistogoniulus sanguineus est une espèce de mille-pattes endémique de Madagascar.

## Répartition et habitat
Cette espèce n'est présente que dans la réserve spéciale d'Ambohijanahary et la réserve spéciale d'Ambohitantely dans le centre de Madagascar.